# تحصیل نال
تحصیل نال (به انگلیسی: Nall) یک شهرک در پاکستان است که در ایالت بلوچستان واقع شده‌است.